# عشب الحبل التاونسندي
عشب الحبل التاونسندي (الاسم العلمي:Spartina townsendii) هو نوع هجين من النباتات يتبع جنس عشب الحبل من الفصيلة النجيلية.